# پیز دال تئو
پیز دال تئو (به لاتین: Piz dal Teo) یک کوه در سوئیس است که در کانتون گراوبوندن واقع شده‌است. پیز دال تئو ۳٬۰۴۹ متر بالاتر از سطح دریا واقع شده‌است.